# Dracaena concinna
Espèce
Classification APG III (2009)
Statut de conservation UICN

 EN A1ce : En danger
Dracaena concinna, appelé bois de chandelle à Maurice, est un arbre de la famille des Liliaceae originaire de l'île aux Aigrettes et du Coin de Mire. Des individus sont visibles au jardin botanique de Pamplemousses. Il est cultivé pour ses qualités ornementales.

## Description
Cet arbre du genre Dracaena (dragonnier) peut mesurer 4 mètres. Son tronc droit est grisâtre. Ses feuilles lancéolées, longues et fines sont d'une belle couleur verte et groupées au sommet du tronc. Elles sont en pointe et succulentes. Elles sont plus grandes que celles du bois de chandelle de La Réunion (Dracaena reflexa). Son fruit est d'un rouge orangé. Le Dracaena concinna est très facile à bouturer.
Il croît dans les forêts sèches côtières. C'est une espèce en danger dans son habitat naturel, mais elle est reproduite en grande quantité dans de nombreuses pépinières à l'île Maurice.
En Europe, des individus sont conservés au jardin botanique d'Iéna et au jardin botanique de Lyon.

## Synonymes
- Cordyline betschleriana (K.Koch) Göpp., 1885
- Dracaena betschleriana K.Koch, 1858
- Draco concinna (Kunth) Kuntze, 1891